# Centro commerciale Il Gualdo
Il centro commerciale Il Gualdo è un complesso architettonico a uso commerciale e residenziale situato a Punta Ala, nel comune di Castiglione della Pescaia, in provincia di Grosseto.

## Storia
Il Gualdo nasce come complesso residenziale all'inizio degli anni Sessanta.
Dopo la costruzione del complesso Delfino, con un edificio previsto di nove piani e interrotto all'altezza del sesto grazie all'intervento di Italia Nostra, viene dato l'incarico all'architetto Ludovico Quaroni per una soluzione più organica, di uguale cubatura ma ristretta nelle dimensioni e meglio inserita nell'ambiente.
La committenza era rappresentata da un consorzio di banche riunite sotto il nome di Società Punta Ala S.p.A., con sedi a Torino, Roma e Milano; in un secondo momento la proprietà passò a Pesenti.
Per il progetto, Quaroni si avvalse della collaborazione degli architetti Roberto Maestro, Aldo Ponis, S. Paoli, G. Esposito. La direzione dei lavori fu assunta dall'architetto Francesco Paolo Piemontese per le residenze, dall'architetto Walter Di Salvo per il centro civico e commerciale.
Sull'area totalmente libera, con la unica presenza del palazzone Delfino che avrebbe dovuto essere esplicitamente mimetizzato e un boschetto di robinie e quercioli sul limite ovest, assolutamente da conservare, venne costruito il complesso residenziale costituito da nuclei condominiali di casette unifamiliari raccolte intorno ad una piazzetta centrale.
Per la vita sociale del complesso si rendeva necessaria una rete completa di attrezzature, servizi e negozi, concentrata nella piastra del cosiddetto centro civico, progettato nel 1963 e diviso in due lotti di lavori per la realizzazione, compita per la prima metà nel 1964, per la seconda intorno al 1967.
La volontà dei progettisti era quella di realizzare una composizione in scala umana mossa e varia, articolata all'interno di un anello viario e collegata da due principali percorsi pedonali, la via del Sole e la via della Luna - così chiamate per la loro diversa esposizione.
Il modulo di base adottato, secondo il quale venne suddivisa l'intera area, fu quello del quadrato di 10,5 x 10,5 m.
Sempre sul quadrato, ribaltabile e riducibile ad una C nell'eventualità di inglobare gli alberi esistenti, si basava la progettazione delle residenze, ispirate a modelli nord-africani sulla base delle esperienze compiute poco tempo prima in Tunisia sia da Quaroni che da Maestro: in ciascun nucleo le tredici abitazioni erano organizzate su due piani sfalsati fra loro, con un giardino per gli appartamenti al piano terreno e una grande terrazza coperta da un pergolato per quelli al primo piano, dotati di accesso indipendente dalla piazzetta centrale.
Nella casbah delle residenze si inseriva a Sud il centro commerciale, in un primo tempo previsto con un'articolazione più dilatata sul terreno, sfrangiata in diversi corpi poi compattati nella stecca attuale, ispirata a contemporanee realizzazioni inglesi caratterizzate dall'architettura "lunga" tipica di quegli anni e nel caso specifico voluta in contrappunto all'incongruo fuori scala del preesistente condominio Delfino.
Davanti a quest'ultimo era stata realizzata, su progetto dell'arch. Maestro, una gradonata-giardino che costituirà poi il raccordo con la piastra del centro commerciale stesso, il quale, nella previsione originaria del tetto praticabile e percorribile, avrebbe dovuto caratterizzarsi come edificio-ponte tra collegamenti pedonali a quote diverse e come una sorta di strada su due piani parzialmente coperta, con negozi, ristoranti, servizi in genere.
Particolare attenzione era stata riservata alla vegetazione, nel senso dell'assoluta salvaguardia della poca esistente e di un'abbondante piantumazione ex novo concentrata soprattutto lungo il canale d'acqua che attraversa da Sud a Nord l'area e che, dopo il primo tratto intubato nel passaggio sotto il centro commerciale, è stato lasciato aperto.
In fase realizzativa, molti accorgimenti di progetto sono stati sacrificati per motivi economici: il rivestimento in quadrelli di clinker, le cui sfumature bruno-rossastro ed ocra avrebbero valorizzato cromaticamente le architetture, è stato invece realizzato in mattonelle di grès e non è stato attuato il previsto rivestimento in pietra dei pilastri, lasciati in cemento armato a vista; i pezzi prefabbricati in cemento armato studiati dallo stesso Quaroni per una migliore e più veloce risoluzione dei punti di più difficile esecuzione (scale ecc.) risultano oggi, per l'invecchiamento e per l'azione del salmastro, in un mediocre stato di conservazione.
Così Muratore descrive il complesso residenziale: "La planimetria de "Il Gualdo" è una C quasi completamente chiusa intorno ad una zona verde da lasciare inedificata. Un anello stradale corre lungo l'esterno servendo i parcheggi delle diverse zone. L'unità fondamentale "di vicinato", secondo la terminologia urbanistica degli anni '60, raggruppa sette case. La loro dislocazione segue una serie di possibili varianti, in rapporto alle visuali e ai percorsi pedonali. La dimensione e l'unitarietà della realizzazione consentono dei risultati positivi irripetibili nelle città "normali"" (MURATORE 1992, p. 278).

## Descrizione

### Contesto urbanistico
Il centro commerciale, in origine denominato Centro Civico, sorge all'interno del complesso disponendosi parallelamente al preesistente condominio Delfino e sviluppandosi in senso orizzontale. Fra le villette circondate da pini e lecci e collegate da percorsi strettamente pedonali, esso costituisce un episodio a parte, un'isola attrezzata per lo shopping e per i servizi usata prevalentemente nei mesi estivi, e, insieme al complesso della piscina, un luogo di incontro e di vita sociale. Alle testate, su quote differenti, sono ubicati i parcheggi.

### L'esterno
Concepito come edificio-ponte di raccordo tra due strade pedonali poste a quote diverse, e a sua volta sorta di strada su due piani parzialmente coperta con uffici, negozi, agenzie, ristorante ecc., la stecca del centro commerciale si sviluppa per una lunghezza di circa 150 m.
Mostra un impianto longitudinale con una parte centrale aperta con le due doppie scalinate di collegamento con il piano superiore, dove i negozi si aprono sul lato esterno di due lunghi ballatoi interrotti di tratto in tratto da collegamenti trasversali.
Diviso, oltre che in negozi, in piccoli appartamenti adibiti ad uffici e servizi di vario genere, l'edificio presenta una struttura a pilastri e travi in cemento armato a vista con tamponamenti in laterizio rivestito in piastrelle in grès ceramico.
Le doppie scalinate di collegamento sono in cemento armato con gradini in cemento e corrimani in metallo verniciato, le pavimentazioni in cotto e pietra al piano terreno, in gomma rigata nei corridoi del primo piano e in ceramica all'interno dei negozi, gli infissi in pino di Svezia naturale.
Oltre all'essenzialità costruttiva coniugata all'uso di materiali di un certo pregio, l'attenzione dei progettisti sembra essersi concentra sulla funzione sociale dell'edificio, ancora oggi in questo senso perfettamente funzionante ed estremamente vivo: il tetto, piano, era previsto in origine percorribile, in modo da rafforzare la caratterizzazione di edificio-strada, luogo non solo di servizio ma anche e soprattutto di scambio tra gli abitanti del complesso; inoltre, i corridoi sono stati studiati e dimensionati in larghezza in modo tale da consentire non solo il passaggio davanti ai negozi, ma anche l'incontro e la sosta, resa possibile dalla presenza di sedute sia lungo i corridoi che nei vasti spazi coperti del pian terreno.
Sulla testata Ovest è addossata una scalinata esterna per l'eccesso diretto al primo piano, mentre percorrendo il piano terreno ci si imbatte, a metà dell'edificio, nel torrente che attraversa l'area da Sud a Nord e che scorre trasversalmente all'edificio, intubato nel tratto sotto il Centro stesso per tornare alla luce immediatamente dopo, creando un angolo di natura fresco ed inaspettato.

### L'interno
La sistemazione all'interno di numerose fioriere e di rampicanti, l'uso di materiali come il legno, il cotto e la pietra, l'accentuata orizzontalità dell'impianto fanno inoltre del centro civico un'architettura organicamente inserita nel paesaggio, un elemento di viva funzionalità calato nella natura senza forzature.